# 데보라 콘웨이
데보라 콘웨이(Deborah Conway, 1959년 8월 8일 ~ )는 오스트레일리아의 싱어송라이터, 기타연주자이다. 록 밴드 도레미(Do-Ré-Mi)의 창립 멤버이다. 1992 ARIA 뮤직 어워드 최우수 여자음악가상 수상자이다.